# Moi le venin
 (mars 2018).
Si vous disposez d'ouvrages ou d'articles de référence ou si vous connaissez des sites web de qualité traitant du thème abordé ici, merci de compléter l'article en donnant les références utiles à sa vérifiabilité et en les liant à la section « Notes et références ».
Albums de Véronique Sanson
L'Olympia 1985 À l'Olympia 89
Moi le venin est le neuvième album studio de la chanteuse Véronique Sanson, sorti en 1988. 
Cet album a été certifié disque de platine pour plus de 300 000 exemplaires vendus en France. En 1988, WEA réorganise la distribution de ses artistes francophones et, désormais, les disques de Véronique Sanson ne paraîtront plus sous le label Elektra mais directement sous celui du groupe.

## Titres
Toutes les chansons sont écrites et composées par Véronique Sanson.
| No  | Titre                   | Durée |
| --- | ----------------------- | ----- |
| 1.  | Allah                   | 5:09  |
| 2.  | Un peu d'air pur et hop | 5:12  |
| 3.  | Marie                   | 4:12  |
| 4.  | Radio vipère            | 4:56  |
| 5.  | Jet Set                 | 2:36  |
| 6.  | Paranoïa                | 4:33  |
| 7.  | Jette-le                | 4:50  |
| 8.  | Caméléon                | 4:11  |
| 9.  | Le Désir                | 4:14  |
| 10. | Mortelles pensées       | 4:05  |

## Singles
- Allah/Le Désir - 1988
- Allah/Le Désir/Caméléon/Allah (première version) - 1988
- Paranoïa/Marie - 1989
- Un peu d'air pur et hop !/Jet set - (single promo) 1989